# Tour Split
Tour Split è un EP split pubblicato nel 2014 dai Neck Deep e dai Knuckle Puck in promozione della tournée che hanno fatto ad inizio anno insieme ai Light Years e ai Misguided by Giants Il disco, pubblicato in vinile con una tiratura di 1000 copie, presenta due canzoni dei Neck Deep tratte dal loro album di esordio Wishful Thinking e due brani inediti dei Knuckle Puck.

## Tracce
Lato A
Testi e musiche di Neck Deep.
1. Crushing Grief (No Remedy) – 2:56
2. Growing Pains – 2:56

Lato B
Testi e musiche di Knuckle Puck.
1. Gold Rush – 2:56
2. Fences – 2:06

## Formazione
Neck Deep
- Ben Barlow – cantante
- Lloyd Roberts – chitarra
- Matt West – chitarra
- Fil Thorpe-Evans – basso
- Dani Washington – batteria

Knuckle Puck
- Joe Taylor – voce
- Kevin Maida – chitarra
- Nick Casasanto – chitarra, voce secondaria
- John Siorek – batteria, percussioni
- Ryan Rumchaks – basso